# Jijel
Jijel (arabisk: جيجل; berbisk: ⴶⵉⴶⴻⵍ) er en havneby i den nordøstlige del af Algeriet.
Byen ligger på Algeriets nordkyst. Den har 131.513 (2008) indbyggere og er administrationscenter for provinsen med samme navn.

## Eksterne links
- Wikimedia Commons har flere filer relateret til Jijel
- Officiel hjemmeside